# Kommandostab Reichsführer SS
Der Kommandostab Reichsführer SS entstand am 6. Mai 1941 durch die Umbenennung des bereits am 7. April 1941 von Heinrich Himmler als Führungsorgan mobiler Tötungseinheiten gebildeten Einsatzstabes des Reichsführers SS beim SS-Führungshauptamt. Zunächst dem SS-Führungshauptamt zugeordnet, war der Kommandostab RFSS später Himmler direkt unterstellt.
Dem Kommandostab waren die beiden SS-Infanterie-Brigaden sowie die SS-Kavallerie-Brigade unterstellt, die aus den SS-Regimentern bestanden, die durch die Umbenennung der SS-Totenkopf-Standarten 7, 8, 9, 10, in SS-Infanterie-Regimenter bzw. der SS-Totenkopf-Reiter-Standarten 1 und 2 in SS-Kavallerie-Regimenter 1 und 2 entstanden waren.
Auch waren motorisierte Einheiten des SS-Postschutzes als sogenannte „SS-Sicherungs-Bataillone“ dem Kommandostab unterstellt.
Am 30. Juni 1941 wird die Stärke des Kommandostabs RFSS mit 18.438 Mann angegeben.

## Struktur und Zusammensetzung des Kommandostabes Reichsführer SS(nach Cüppers)
Chef des Stabes: SS-Brigadeführer Kurt Knoblauch
Abteilung I (Führungsabteilung)
Ia SS-Obersturmbannführer Fritz Freitag
Ic SS-Hauptsturmführer Rudolf May
Id SS-Sturmbannführer Ernst Rode
Ig SS-Obersturmbannführer Ernst Höhne
Abteilung II (Adjutantur)
Leiter der Adjutantur: SS-Hauptsturmführer Alfons Zeitler
IIa SS-Hauptsturmführer Alfons Zeitler, von November 1942 bis vermutlich 1943 Bernhard Frank
IIb SS-Hauptsturmführer Emil Reichherzer
Abteilung III (Gerichtswesen)
Kommando-Richter: SS-Obersturmbannführer Horst Bender
Abteilung VI (Weltanschauliche Schulung und Truppenbetreuung)
Abteilungsleiter: SS-Obersturmbannführer Karl-Heinz Bürger
Oberquartiermeisterabteilung
Oberquartiermeister: SS-Standartenführer Wilhelm Hartenstein
Qu.1 SS-Hauptsturmführer Harro With
Qu.2 SS-Hauptsturmführer Franz Liebermann
H-mot. SS-Obersturmbannführer Georg-Henning von Bassewitz-Behr
IVa SS-Sturmbannführer Josef Spacil
IVb SS-Brigadeführer Ernst-Robert Grawitz
IVc SS-Hauptsturmführer Hermann-Josef Held

## Der Einsatz des Kommandostab RFSS in Russland
Bis Jahresende 1941 fielen mindestens 85.000 Menschen den Mordaktionen des Kommandostabs RFSS zum Opfer. In den Jahren 1942 und 1943 ging die Bedeutung des Kommandostabs RFSS stetig zurück, während die ihm unterstellten Verbände immer mehr zur „Partisanen- und Bandenbekämpfung“ unter dem Höheren SS- und Polizeiführer Russland-Mitte von dem Bach-Zelewski herangezogen wurden, was weiterhin mit umfangreichen Judenmorden verbunden war.
Nach dem Krieg trat Bach-Zelewski im Nürnberger Prozess gegen die Hauptkriegsverbrecher als Kronzeuge auf; er belastete Himmler (Suizid am 23. Mai 1945) und seine ehemaligen Kollegen aus dem Polizei-Führerkorps schwer. Im Mai 1951 wurde er von einem Gericht in Nürnberg zu zehn Jahren Arbeitslager verurteilt.

## Verbleib
- Bereits im Sommer 1942 wurde die Kavallerie-Brigade zur Aufstellung der SS-Kavallerie-Division (später 8. SS-Kavallerie-Division „Florian Geyer“) herangezogen.
- Die 2. SS-Infanterie-Brigade (mot.) wurde im darauffolgenden Frühjahr 1943 umgegliedert: die SS-Freiwilligen-Legionen „Flandern“ und „Nederland“ wurden herausgezogen, dafür wurde der Verband mit lettischen Schutzmannschaften aufgefüllt und in Lettische SS-Freiwilligen-Brigade umbenannt. Im März 1944 erfolgte die Umgliederung zur 19. Waffen-Grenadier-Division der SS (lettische Nr. 2). Die Legion Flandern bildete die SS-Sturmbrigade Langemarck, welche wiederum Ende 1944 in 27. SS-Freiwilligen-Grenadier-Division „Langemarck“ (flämische Nr. 1) umbenannt wurde. Die niederländische Legion wurde am 20. Mai 1943 in Grafenwöhr offiziell aufgelöst, da nicht genügend Freiwillige für eine geplante niederländische Division zur Verfügung standen. Aus dem vorhandenen Personal wurde die 4. SS-Freiwilligen-Panzergrenadier-Brigade „Nederland“ formiert, die ab Februar 1945 als SS-Division firmierte.
- Ende 1943 wurde dann die 1. SS-Infanterie-Brigade (mot.) nach Kroatien (NDH) verlegt, wo sie den Kader für die 18. SS-Freiwilligen-Panzergrenadier-Division „Horst Wessel“ bildete.